# Chemický potenciál
Chemický potenciál je intenzivní stavová termodynamická veličina vyjadřující energetické změny termodynamického systému spojené se změnou počtu částic jednotlivých složek systému (při nichž dochází typicky při chemických reakcích).

## Jednotky a značení
Doporučené značení:
{\displaystyle \mu _{i}}, kde i označuje danou složku
Jednotka v SI:
joule na mol, značka J·mol−1

## Definice a význam
Chemické reakce jsou spojeny se změnou složení a změna složení souvisí s energetickou změnou. Každý druh energie je možné vyjádřit jako součin intenzivního (μi – chem. potenciál) a kapacitního (Δni – přírůstek molů dané složky i) parametru.
Při konstantním tlaku a teplotě lze chemický potenciál i-té složky systému definovat následovně:
{\displaystyle \mu _{i}=\left({\frac {\partial G}{\partial n_{i}}}\right)_{T,p,n_{j\neq i}}}
Parciální derivace volné entalpie (Gibbsovy energie) podle látkového množství dané složky systému.
Chemický potenciál je mírou afinity dané látky a o tom, jaké reakce budou v systému probíhat a jak rychle, rozhoduje jednak chemický potenciál, jednak množství látek v systému.